# Bagamér
Bagamér là một làng thuộc hạt Hajdú-Bihar, Hungary. Làng này có diện tích 47,02 km², dân số năm 2010 là 2506 người, mật độ 53 người/km².